# Bismarckturm (Aš)

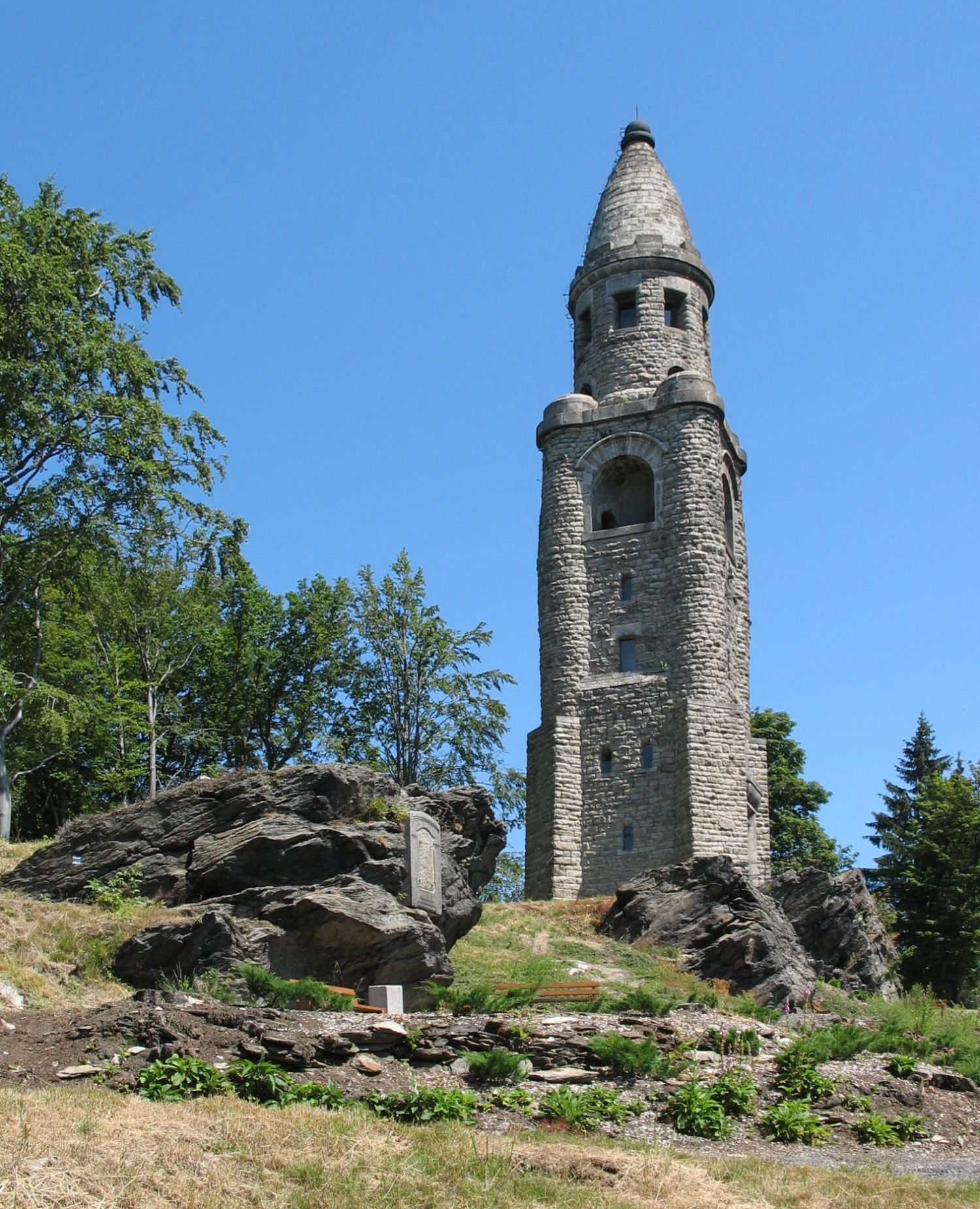
Bismarckturm von Aš

Der Bismarckturm von Aš ist einer von drei Bismarcktürmen in Tschechien. Er liegt auf dem Berg Háj (Hainberg) nahe Aš (Asch).

## Geschichte
1874 wurde ein Baufonds mit einem Grundstock von 50 Gulden eingerichtet, der nach Hinzunahme von Bürgerspenden auf 1340 Gulden heranwuchs. 1898 wurde der Bauauftrag an den Architekten Wilhelm Kreis aus Dresden vergeben, der für seinen Bauplan 1901 eine Goldmedaille auf einer dortigen Kunstausstellung verliehen bekam. Die Grundsteinlegung fand am 5. September 1902 statt. Unter der Bauleitung von Ernst Hausner wurden ab dem 18. Oktober 1902 666 Kubikmeter Granit verbaut. Die Gesamtkosten von ca. 58.970 Gulden überstiegen die angesetzten 44.000 Gulden erheblich. Der Bismarckturm wurde am 22. Dezember 1903 eröffnet und 1904 eingeweiht.